# Crewkerne Castle

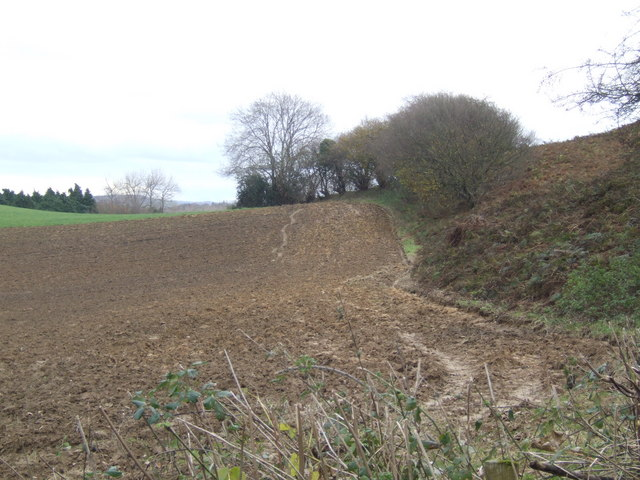
Mögliche Erdwerke von Crewkerne Castle

Crewkerne Castle (auch Castle Hill oder Croft Castle) ist eine abgegangene Burg nordwestlich der Stadt Crewkerne in der englischen Grafschaft Somerset. An dieser Stelle stand vermutlich einst eine Motte.

## Geschichte
Die Ruine von Crewkerne Castle ist eine 140 Meter hohe Erhebung, die spätestens seit 1839 als Standort einer ehemaligen Burg bezeichnet wird. Archäologische und geophysikalische Untersuchungen haben einen Graben um den Gipfel mit einem Quadrat aus Mauerwerk im Inneren aufgedeckt; man hat auch Fragmente von Tongeschirr aus dem 12. Jahrhundert an dieser Stelle gefunden. Eine Theorie ordnet die Funde einer normannischen Motte zu, eine andere einem Herrenhaus aus dem 13. Jahrhundert. Es könnte aber auch eine örtliche Folly gewesen sein.
Die Grundherrschaft wurde Richard de Redvers 1107 von König Heinrich I. zu Lehen gegeben und man nimmt an, dass sein Sohn, Baldwin, ein erstes Gebäude auf dem Hügel errichten ließ. 1150 erhielt der Bischof von Salisbury die ritterlichen Dienste, die mit der Burg verbunden waren.